# Югатерт
Югате́рт, юхатерт (арм. յուղաթերթ, յուղ — масло [топлёное], թերթ — лист) — армянская восточная сладость из слоёного теста, политая мёдом.

## Технология изготовления
В горке из муки делают углубление, в которое вливают яйца, горячее молоко с разведённой в нём содой и топлёное масло. Замешивают тесто. Раскатывают его как можно тоньше, смазывают маслом и слегка посыпают мукой. Сворачивают конвертом и снова смазывают и посыпают. Всего сворачиват шесть раз. Выкладывают на смазанную сковороду и выпекают не более 10—15 минут. Разрезают на квадратики и поливают горячим мёдом.